# Georgi Sarmov
Georgi Zdravkov Sarmov (Bulgaars: Георги Здравков Сърмов) (Boergas, 7 september 1985) is een Bulgaars voetballer met Turkse roots, die als middenvelder speelt.
Sarmov won tweemaal de Bulgaarse landstitel en eenmaal het bekertoernooi. Hij speelde tussen 2008 en 2013 twaalf interlands in het Bulgaars voetbalelftal; zes kwalificatiewedstrijden en zes vriendschappelijke duels.